# William Morgan (wiskundige)

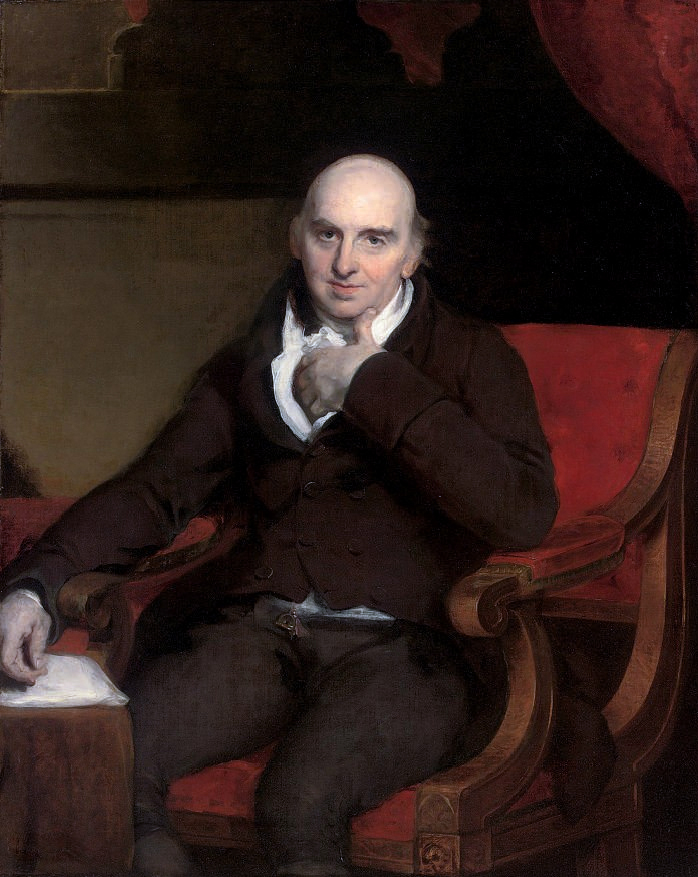
William Morgan

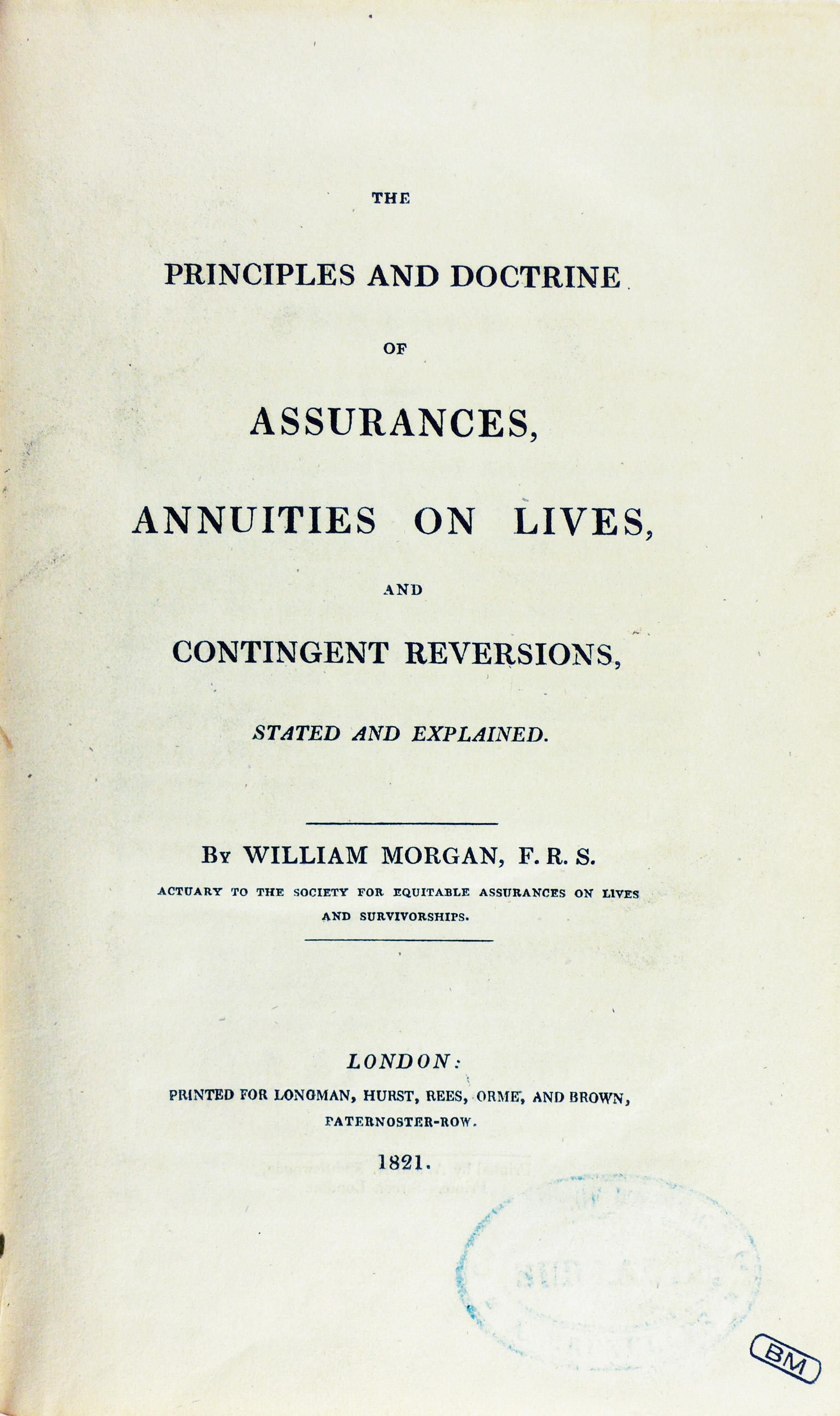
The principles and doctrine of assurance, 1821

William Morgan (26 mei 1750 - 4 mei 1833) was een Welsh arts en wiskundige, die vele fundamenten heeft gelegd voor het vak van actuaris (verzekeringsstatistiek).

## Biografie
Morgan werd in 1750 geboren in Bridgend in Wales als zoon van een arts. Op zijn achttiende verhuisde hij naar Londen om er een opleiding tot arts te volgen, waarbij hij als apotheker in zijn onderhoud voorzag. Na een jaar brak hij de opleiding af, om zich bij zijn vader in diens praktijk te voegen. Hij was niet geliefd bij zijn vaders patiënten, die bovendien niet graag geholpen werden door iemand met een afwijking (Morgan had een klompvoet).
Na het overlijden van zijn vader werd Morgan actuaris bij The Equitable Life Assurance Society, een pionier op het gebied van levensverzekeringen, waarvoor hij tot aan zijn pensioen in 1830 werkzaam was. Het succes van deze levensverzekeraar, in vergelijking met het falen van zovele tijdgenoten, was voornamelijk te danken aan Morgans deugdelijke boekhouding en deskundige adviezen.
In 1789 werd hem de Copley Medal toegekend, de wetenschapsprijs van de Royal Society, de Britse academie van wetenschappen. Morgan kreeg deze onderscheiding voor twee essays over sterftecijfers en overlevingspensioenen, die werden gepubliceerd in de Philosophical Transactions, het wetenschappelijk tijdschrift van het genootschap. Een jaar later werd hij als lid ("Fellow") toegelaten tot de Royal Society.
Morgan overleed in Stamford Hill in 1833.